# جين كيربي
جين كيربي هي متزلجة فنية كندية، ولدت في القرن العشرين.